# Jimmy Gardner
Edward Charles James "Jimmy" Gardner (24. august 1924 – 3. maj 2010) var en britisk skuespiller.
Han var mest kendt for at have spillet rollen som Ernie Prang i Harry Potter og Fangen fra Azkaban, den tredje filmatisering af Harry Potter-bøgerne. Hans første optræden var i The Curse of the Mummy's Tomb i 1964. Derefter optrådte han i over 30 film, og flere gange på tv og teater. Nogle af hans mest kendte Shakespeare-roller var som Adam i As You Like It.
Under 2. verdenskrig, gjorde han tjeneste i Royal Air Force, og blev tildelt Distinguished Flying Medal.

## Eksterne links
- Jimmy Gardner på Internet Movie Database (engelsk)
- Jimmy Gardner på Filmdatabasen
- Jimmy Gardner på Scope
- Jimmy Gardner på Svensk Filmdatabas (svensk)
- Jimmy Gardner på AlloCiné (fransk)
- Jimmy Gardner på AllMovie (engelsk)
- Jimmy Gardner på The Movie Database (engelsk)
- Jimmy Gardner på Internet Broadway Database (engelsk)